# Antonio Miotto (militare)
Antonio Miotto (Malo, 31 maggio 1911 – Valenzuela, 20 febbraio 1939) è stato un militare e aviatore italiano, insignito della medaglia d'oro al valor militare alla memoria nel corso della guerra civile spagnola.

## Biografia
Nacque a Malo, provincia di Vicenza, il 31 maggio 1911. Arruolatosi nella Regia Aeronautica il 16 ottobre 1931 fu ammesso a frequentare la Regia Accademia Aeronautica di Caserta, Corso Leone, da cui uscì con il grado di sottotenente in servizio permanente effettivo il 1º ottobre 1933. Assegnato al 5º Stormo di assalto, vi ottenne l’abilitazione al pilotaggio di apparecchi da caccia e la promozione a tenente. Assegnato all'Aviazione Legionaria nel giugno fu mandato a combattere nella guerra di Spagna assumendo, con la promozione a capitano, avvenuta nel mese successivo, il comando della 65ª Squadriglia d'assalto equipaggiata con i cacciabombardieri Breda Ba.65 Nibbio. Combatte durante la battaglia dell'Ebro e nella successiva battaglia di Catalogna, e perì in un incidente aereo  a Valenzuela, Saragozza, il 20 febbraio 1939. Fu decorato con la medaglia d'oro al valor militare alla memoria.

### Annotazioni
1. ↑  Quel giorno un Savoia-Marchetti S.M.81 ai comandi del colonnello Mario Ventrella a causa della nebbia alle 13:36 entrò in collisione in fase di decollo con il suo Breda Ba.65 e si schiantò al suolo incendiandosi. A bordo, oltre a Ventrella, vi erano il tenente colonnello Letterio Cannistraci, comandante del 25º Gruppo del 111º Stormo da Bombardamento Veloce “Sparvieri”, il tenente colonnello Francesco Imperi, comandante del 35º Gruppo del 111º Stormo, il tenente Alfredo Anghileri, della 285ª Squadriglia del 30º Gruppo, e il sergente maggiore motorista Marcello Ponticelli della 281ª Squadriglia del 30º Gruppo. Sopravvisse solo, gravemente ustionato, il primo aviere radiotelegrafista Carlo Ficcadenti.

### Fonti
1. 1 2 3 4  Combattenti Liberazione.
2. 1 2  Gruppo Medaglie d'Oro al Valor Militare 1965, p. 368.
3. 1 2 3  Ufficio Storico dell'Aeronautica Militare 1969, p. 98.
4. ↑  Medaglie d'oro al valor militare sul sito della Presidenza della Repubblica